# Ruger Mini-14
Das Ruger Mini-14  ist ein leichtes Selbstladegewehr im Kaliber 5,56 × 45 mm NATO.

## Geschichte
Das Mini-14 wurde 1967–68 im Auftrag der Firma Sturm, Ruger & Co. von L. James Sullivan für die Patrone entwickelt, die er und Robert Freemont als .222 Special für das ArmaLite AR-15 entwickelt hatten.
1972 kam das Gewehr auf den amerikanischen Markt und erfreute sich schnell einiger Beliebtheit als Jagdbüchse. Halbautomatische Funktion, geringer Rückstoß und geringes Gewicht gepaart mit einem Äußeren, das dem eines konventionellen Jagdgewehres nahekam, waren dabei wichtige Faktoren.
Harry Sefried entwickelte daraufhin einen Feuerwahlmechanismus für das Mini-14; die so ausgerüstete Version des Mini-14 erhielt die Bezeichnung „AC556“ (Automatic Carbine-5.56 d. h. automatischer Karabiner 5,56 mm) und wurde 1976 auf den Markt gebracht. 1986 entwickelte William B. Ruger eine vergrößerte Variante des Mini-14 für die Patrone 7,62 × 51 mm NATO; diese Version erhielt die Bezeichnung „XGI“, war aber am Markt kein Erfolg, so dass die Produktion bald wieder eingestellt wurde.
Kurz darauf brachte Ruger eine Variante des Mini-14 für die Patrone 7,62 × 39 mm heraus, welche die Bezeichnung Mini-30 erhielt (bezugnehmend auf das zöllige Kalibermaß 0,30). Das Gassystem des Mini-Thirty erhielt einen speziellen Dämpfer, der eine auf die Waffe montierte Optik vor Beschädigung schützte. Erhältlich war das Mini-30 nur in der „Ranch rifle“-Konfiguration.
1990 entwickelte Sullivan für Ruger eine Variante des AC556 für die Patronen 10 mm Auto und .40 S&W. Diese nur als Prototyp gebaute Waffe verwendete ein zweireihiges 30-Schuss-Magazin. 2006 brachte Ruger die Modelle MOA Mini-14 und Mini-14 Target heraus. Das MOA (minute of angle) ist ein verbessertes Mini-14 mit Matchlauf, Rückstoßpolster und verbesserter offener Visierung, während das Target mit einem schweren Lauf von 560 mm Länge (22"), justierbarem Stabilisator und einem Lochschaft aus laminiertem Holz versehen ist; es hat keine offene Visierung. 2008 folgte eine Variante des Mini-14 für die Patrone 6,8 × 43 mm SPC, das Mini-68.
Ruger bietet das Mini-14 für den Zivil- als auch für den Behördenmarkt an. Erhältlich sind sie in brüniertem oder rostträgem Stahl. Die Magazine sind – unabhängig von ihrer Kapazität – unter allen Gewehren gleichen Kalibers austauschbar.

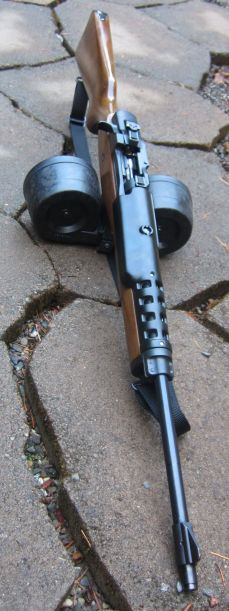
Mini-14 mit Beta-C-Magazin

Gewehre für den Zivilmarkt haben einen festen Holzschaft mit oberem Handschutz aus Metall; ein Fingerschutz aus schwarzem Kunststoff verhindert, dass die Finger des Schützen mit der Schubstange des Verschlusses in Berührung kommen. Das Korn verfügt nicht über einen Kornschutz; die Lochkimme ist der des M14 nachgebildet und nach Seite und Höhe verstellbar. Ranch rifles haben anstelle der aufwendigen Lochkimme eine einfache Blattkimme, sind dafür aber mit einer Montage für Zielfernrohre versehen. Ausgeliefert werden die Gewehre mit einem fünf Patronen fassenden Magazin.
Selbstladegewehre für den Behördenmarkt gibt es neben dem festen auch mit einem Holzschaft mit Griffstück aus schwarzem Kunststoff und umlegbarer Schulterstütze aus Metall. Der als „GB“ (Government Barrel – Regierungslauf) bezeichnete Lauf hat einen geschlitzten Mündungsfeuerdämpfer und einen von der Mündung ein Stück nach hinten versetzten Kornsockel, der zudem als Bajonetthalter dient. Das Korn ist seitlich durch Schutzbacken geschützt; es könnten M16-kompatible Bajonette aufgepflanzt werden. Diese Gewehre werden mit zwanzig Patronen fassenden Magazinen ausgeliefert.
Schnellfeuergewehre, die auch Dauerfeuer schießen können, entsprechen den Selbstladegewehren für den Behördenmarkt; die Feuerwahl geschieht über einen Drehhebel mit Sperrtaste rechts hinten am Verschlussgehäuse. Um den Feuerwahlhebel in eine andere Stellung zu bewegen, muss der Schütze gleichzeitig die Sperrtaste gedrückt halten – dies verhindert ein unabsichtliches Umschalten. Eine Besonderheit dieser Gruppe stellt das Modell mit kurzem Lauf dar (zunächst 290 mm, später 330 mm). Diese Variante gibt es nur mit klappbarer Schulterstütze. Gewehre dieser Klasse werden mit dreißig Patronen fassenden Magazinen ausgeliefert.

## Technik

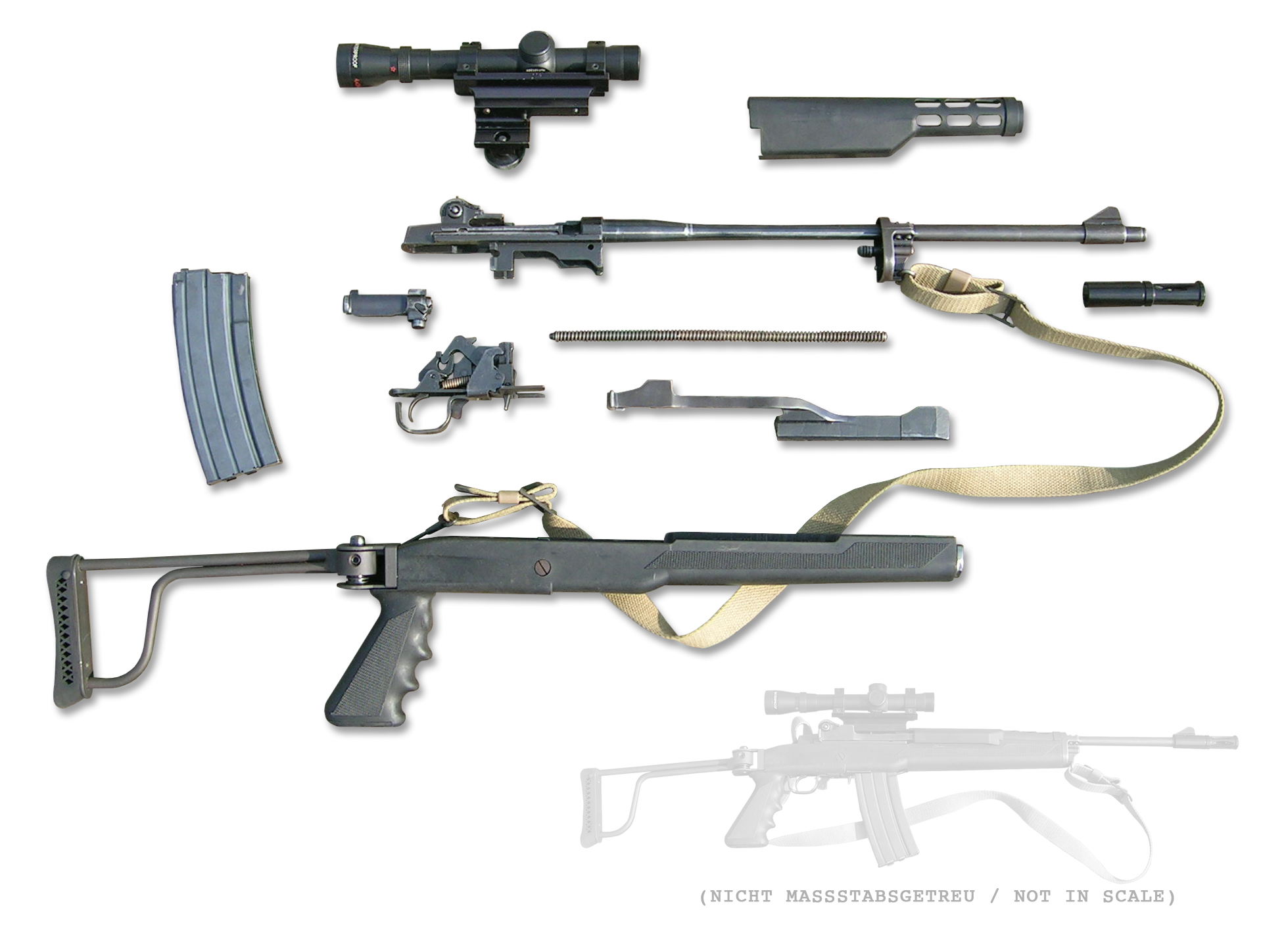
Ruger Mini-14 (zerlegt)

Das Mini-14 ist ein luftgekühlter, aufschießender Gasdrucklader. Die Munition wird aus einem abnehmbaren Kastenmagazin zugeführt. Die Konstruktion basiert auf dem M14, verwendet aber ein Gassystem mit langem Hub. Anders als beim M14 ist am Lauf des Mini-14 ein feststehender Gasblock angebracht, in den ein hohler Gaskolben geschraubt ist. Der entsprechende Gaszylinder befindet sich in der Vorderseite des Verschlussträgers.
Das Mini-14 verfügt über einen Verschlussfang, der den Verschluss bei geleertem Magazin in der hinteren Stellung festhält; der Auslöser befindet sich links vorn auf der Oberseite des Verschlussgehäuses.
Die Sicherung entspricht der des M14, befindet sich vor dem Abzugsbügel und wird zum Sichern nach hinten (nach innerhalb des Abzugsbügels) geschoben. Der Magazinauslöser entspricht ebenfalls dem des M14 und muss zum Lösen des Magazins nach vorn gedrückt werden. Zerlegt wird das Mini-14 ebenfalls wie das Vorbild.